# Pucadelphyidae
De Pucadelphyidae zijn een familie van uitgestorven buideldierachtigen die tijdens het Paleoceen in Zuid-Amerika leefden.

## Soorten
Vier soorten behoren tot de Pucadelphyidae: Andinodelphys cochabambensis, Itaboraidelphys camposi, Mizquedelphys pilpinensis en Pucadelphys andinus. Ze werden in 1988 beschreven door Marshall en De Muizon op basis van fossielen uit de Santa Lucía-formatie in Bolivia, die dateert uit het Vroeg-Paleoceen (circa 65 miljoen jaar geleden).

## Verwantschap
De Pucadelphyidae behoort tot de Marsupialiformes. Een studie uit 2016 wees op verwantschap met de Sparassodonta, de inheemse roofzoogdieren van Zuid-Amerika gedurende een groot deel van het Kenozoïcum, Jaskhadelphys en Mayulestes, twee andere Zuid-Amerikaanse buideldierachtigen uit het Paleoceen. Deze clade vormt de zustergroep van een clade met de buideldieren en verschillende Noord-Amerikaanse groepen uit het Krijt. De positie van de Pucadelphyidae binnen de Metatheria is in onderstaand cladogram weergegeven.
|  | Mayulestes                                                       |
|  |                                                                  |
|  | \| \| Jaskhadelphys \| \| \| \| \| \| Pucadelphyidae \| \| \| \| |
|  |                                                                  |
|  | Jaskhadelphys                                                    |
|  |                                                                  |
|  | Pucadelphyidae                                                   |
|  |                                                                  |

|  | Jaskhadelphys  |
|  |                |
|  | Pucadelphyidae |
|  |                |

|  | Mayulestes                                                       |
|  |                                                                  |
|  | \| \| Jaskhadelphys \| \| \| \| \| \| Pucadelphyidae \| \| \| \| |
|  |                                                                  |
|  | Jaskhadelphys                                                    |
|  |                                                                  |
|  | Pucadelphyidae                                                   |
|  |                                                                  |

|  | Jaskhadelphys  |
|  |                |
|  | Pucadelphyidae |
|  |                |

|  | Mayulestes                                                       |
|  |                                                                  |
|  | \| \| Jaskhadelphys \| \| \| \| \| \| Pucadelphyidae \| \| \| \| |
|  |                                                                  |
|  | Jaskhadelphys                                                    |
|  |                                                                  |
|  | Pucadelphyidae                                                   |
|  |                                                                  |

|  | Jaskhadelphys  |
|  |                |
|  | Pucadelphyidae |
|  |                |

|  | Mayulestes                                                       |
|  |                                                                  |
|  | \| \| Jaskhadelphys \| \| \| \| \| \| Pucadelphyidae \| \| \| \| |
|  |                                                                  |
|  | Jaskhadelphys                                                    |
|  |                                                                  |
|  | Pucadelphyidae                                                   |
|  |                                                                  |

|  | Jaskhadelphys  |
|  |                |
|  | Pucadelphyidae |
|  |                |

|  | Iugomortiferum |
|  |                |
|  | Kokopellia     |
|  |                |

|  | Glasbiidae  |
|  |             |
|  | Pediomyidae |
|  |             |

|  | Iugomortiferum |
|  |                |
|  | Kokopellia     |
|  |                |

|  | Glasbiidae  |
|  |             |
|  | Pediomyidae |
|  |             |

|  | Iugomortiferum |
|  |                |
|  | Kokopellia     |
|  |                |

|  | Glasbiidae  |
|  |             |
|  | Pediomyidae |
|  |             |

|  | Iugomortiferum |
|  |                |
|  | Kokopellia     |
|  |                |

|  | Glasbiidae  |
|  |             |
|  | Pediomyidae |
|  |             |

|  | Mayulestes                                                       |
|  |                                                                  |
|  | \| \| Jaskhadelphys \| \| \| \| \| \| Pucadelphyidae \| \| \| \| |
|  |                                                                  |
|  | Jaskhadelphys                                                    |
|  |                                                                  |
|  | Pucadelphyidae                                                   |
|  |                                                                  |

|  | Jaskhadelphys  |
|  |                |
|  | Pucadelphyidae |
|  |                |

|  | Mayulestes                                                       |
|  |                                                                  |
|  | \| \| Jaskhadelphys \| \| \| \| \| \| Pucadelphyidae \| \| \| \| |
|  |                                                                  |
|  | Jaskhadelphys                                                    |
|  |                                                                  |
|  | Pucadelphyidae                                                   |
|  |                                                                  |

|  | Jaskhadelphys  |
|  |                |
|  | Pucadelphyidae |
|  |                |

|  | Mayulestes                                                       |
|  |                                                                  |
|  | \| \| Jaskhadelphys \| \| \| \| \| \| Pucadelphyidae \| \| \| \| |
|  |                                                                  |
|  | Jaskhadelphys                                                    |
|  |                                                                  |
|  | Pucadelphyidae                                                   |
|  |                                                                  |

|  | Jaskhadelphys  |
|  |                |
|  | Pucadelphyidae |
|  |                |

|  | Mayulestes                                                       |
|  |                                                                  |
|  | \| \| Jaskhadelphys \| \| \| \| \| \| Pucadelphyidae \| \| \| \| |
|  |                                                                  |
|  | Jaskhadelphys                                                    |
|  |                                                                  |
|  | Pucadelphyidae                                                   |
|  |                                                                  |

|  | Jaskhadelphys  |
|  |                |
|  | Pucadelphyidae |
|  |                |

|  | Iugomortiferum |
|  |                |
|  | Kokopellia     |
|  |                |

|  | Glasbiidae  |
|  |             |
|  | Pediomyidae |
|  |             |

|  | Iugomortiferum |
|  |                |
|  | Kokopellia     |
|  |                |

|  | Glasbiidae  |
|  |             |
|  | Pediomyidae |
|  |             |

|  | Iugomortiferum |
|  |                |
|  | Kokopellia     |
|  |                |

|  | Glasbiidae  |
|  |             |
|  | Pediomyidae |
|  |             |

|  | Iugomortiferum |
|  |                |
|  | Kokopellia     |
|  |                |

|  | Glasbiidae  |
|  |             |
|  | Pediomyidae |
|  |             |

De Pucadelphyidae vormen met de "SAMI"-clade - verwijzend naar de geslachten Szalinia, Aenigmadelphys, Marmosopsis en Incadelphys - de Pucadelphyoidea.